# Solicorynespora obclavata
Solicorynespora obclavata är en svampart som först beskrevs av Dyko & B. Sutton, och fick sitt nu gällande namn av R.F. Castañeda & W.B. Kendr. 1990. Solicorynespora obclavata ingår i släktet Solicorynespora, divisionen sporsäcksvampar och riket svampar.   Inga underarter finns listade i Catalogue of Life.